# Список нагороджених медаллю «За врятоване життя»
Це список осіб, нагороджених медаллю «За врятоване життя» у хронологічному порядку. На 1 грудня 2015 року загальна кількість нагороджених сягнула 184. Інформація наводиться відповідно до оприлюднених Указів Президента України щодо нагородження.
Медаль «За врятоване життя» — державна нагорода України для нагородження громадян України, іноземців та осіб без громадянства за врятування життя людини, активну благодійну, гуманістичну та іншу діяльність у справі охорони здоров'я громадян, запобігання нещасним випадкам з людьми.

## Статистика нагороджень

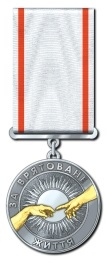
Медаль «За врятоване життя»

Статистика наведена за станом на 1 грудня 2015 року.
За роками
За Президентами України
| Президент                 | Строк повноважень               | Кількість нагороджених |
| ------------------------- | ------------------------------- | ---------------------- |
| Віктор Ющенко             | 23 січня 2005 — 25 лютого 2010  | 79                     |
| Віктор Янукович           | 25 лютого 2010 — 22 лютого 2014 | 83                     |
| Олександр Турчинов (в.о.) | 23 лютого 2014 — 7 червня 2014  | 0                      |
| Петро Порошенко           | з 7 червня 2014                 | 22                     |

За ста́ттю
| Чоловіки | 169 |
| Жінки    | 15  |

Посмертних
| За життя  | 182 |
| Посмертно | 2   |

Двома медалями «За врятоване життя» нагороджений Ігор Васильович Атаманюк.

## Медаллю «За врятоване життя» нагороджено

### 2008 рік
1. Овчар Анастасію Олександрівну — ученицю навчально-виховного комплексу «Домінанта» Дніпровського району міста Києва[4]
2. Помогаєва Олега Юлійовича — старшого сержанта міліції, Волинська область[4]
3. Сокола Михайла Володимировича — молодшого сержанта міліції, Волинська область[4]
4. Кондрашову Галину Іванівну — медичну сестру Рівненської обласної клінічної лікарні[5]
5. Бур'яна Михайла Васильовича — старшого механіка з підйому структурного підрозділу «Шахта імені Карла Маркса» державного підприємства «Орджонікідзевугілля», Донецька область[6]
6. Гармаша Віктора Володимировича — електрослюсаря структурного підрозділу «Шахта імені Карла Маркса» державного підприємства «Орджонікідзевугілля», Донецька область[6]
7. Закірова Володимира Хатиповича — помічника командира взводу Державної воєнізованої гірничорятувальної служби у вугільній промисловості, Донецька область[6]
8. Лещенка Миколу Сафроновича — гірничомонтажника структурного підрозділу «Шахта імені Карла Маркса» державного підприємства «Орджонікідзевугілля», Донецька область[6]
9. Матова Миколу Вікторовича — електрослюсаря структурного підрозділу «Шахта імені Карла Маркса» державного підприємства «Орджонікідзевугілля», Донецька область[6]
10. Пилипенка Анатолія Анатолійовича — заступника командира загону Державної воєнізованої гірничорятувальної служби у вугільній промисловості, м. Донецьк[6]
11. Пінчука Михайла Павловича — гірника структурного підрозділу «Шахта імені Карла Маркса» державного підприємства «Орджонікідзевугілля», Донецька область[6]
12. Позняка Сергія Геннадійовича — гірника структурного підрозділу «Шахта імені Карла Маркса» державного підприємства «Орджонікідзевугілля», Донецька область[6]
13. Савінова Володимира Івановича — начальника дільниці структурного підрозділу «Шахта імені Карла Маркса» державного підприємства «Орджонікідзевугілля», Донецька область[6]
14. Ступака Едуарда Олександровича — помічника командира взводу Державної воєнізованої гірничорятувальної служби у вугільній промисловості, Донецька область[6]
15. Філіна Геннадія Миколайовича — головного механіка структурного підрозділу «Шахта імені Карла Маркса» державного підприємства «Орджонікідзевугілля», Донецька область[6]
16. Чуприну Юрія Олександровича — прохідника структурного підрозділу «Шахта імені Карла Маркса» державного підприємства «Орджонікідзевугілля», Донецька область[6]
17. Гвоздя Віталія Олексійовича — інструктора-рятувальника Спеціального авіаційного загону Оперативно-рятувальної служби цивільного захисту[7]
18. Гіршого Тараса Степановича — прапорщика служби цивільного захисту[7]
19. Домітращука Сергія Івановича — командира відділення варти 15-ї професійної пожежної частини по охороні м. Вашківці Вижницького районного відділу Головного управління МНС України в Чернівецькій області[7]
20. Дунціва Олега Борисовича — сержанта служби цивільного захисту[7]
21. Задояного Володимира Івановича — старшину служби цивільного захисту[7]
22. Літвінова Сергія Юрійовича — капітана служби цивільного захисту[7]
23. Незнаєнка Олександра Володимировича — сержанта служби цивільного захисту[7]
24. Нестеренка Костянтина Миколайовича — майора служби цивільного захисту[7]
25. Савчука Дмитра Миколайовича — молодшого сержанта служби цивільного захисту[7]
26. Сердюка Олександра Анатолійовича — старшого лейтенанта служби цивільного захисту[7]
27. Харьо Андрія Лук'яновича — рятувальника Івано-Франківського гірського пошуково-рятувального пункту Івано-Франківського гірського пошуково-рятувального загону Державної спеціалізованої аварійно-рятувальної служби пошуку і рятування туристів МНС України[7]
28. Луценка Євгенія Анатолійовича — оперуповноваженого Бобринецького районного відділу Управління МВС України в Кіровоградській області, лейтенанта міліції[8]
29. Семчук Марію Іванівну — соціального робітника відділення територіального центру соціального обслуговування пенсіонерів, одиноких непрацездатних громадян управління Монастириської районної державної адміністрації, Тернопільська область[9]
30. Грінченка Петра Олексійовича — жителя с. Оляниця Тростянецького району, Вінницька область[10]
31. Москальова Олександра Едуардовича — підполковника міліції[11]

### 2009 рік
1. Бабенка Романа Олександровича — капітана служби цивільного захисту[12]
2. Вельмика Віктора Васильовича — командира взводу загону державного підприємства «Мобільний рятувальний центр МНС України»[12]
3. Горбачова Віктора Миколайовича — прапорщика служби цивільного захисту[12]
4. Коваля Івана Олександровича — фельдшера медичного пункту державного підприємства «Мобільний рятувальний центр МНС України»[12]
5. Накоренка Руслана Петровича — рятувальника загону державного підприємства «Мобільний рятувальний центр МНС України»[12]
6. Сілаєва Костянтина Валерійовича — газорятівника загону державного підприємства «Мобільний рятувальний центр МНС України»[12]
7. Тимофєєва Костянтина Вікторовича — підполковника служби цивільного захисту[12]
8. Тулюка Олександра Анатолійовича — прапорщика служби цивільного захисту[12]
9. Раду Петра Євсійовича — голову Новоселицької районної організації ветеранів Афганістану Української Спілки ветеранів Афганістану, Чернівецька область[13]
10. Чернова Анатолія Івановича — члена Диканської районної спілки ветеранів війни в Афганістані, Полтавська область[13]
11. Валову Світлану Іванівну — жительку села Нове Чернігівського району, Чернігівська область[14]
12. Генова Сергія Володимировича — жителя села Лозуватка Приморського району, Запорізька область[14]
13. Дмитрука Сергія Володимировича — молодшого інспектора Ладижинської виправної колонії N 39, Вінницька область[14]
14. Терещенка Володимира Вікторовича — учня Недригайлівської спеціалізованої загальноосвітньої школи I–III ступенів, Сумська область[14]
15. Куц Ганну Василівну — завідувача фельдшерсько-акушерського пункту села Шостаки, Полтавська область[15]
16. Кобцева Ігоря Вікторовича — дільничного інспектора міліції Новоукраїнського районного відділу Управління МВС України в Кіровоградській області, старшого лейтенанта міліції[16]
17. Пілецького Михайла Богдановича — студента Київського національного торговельно-економічного університету, жителя смт Коропець, Тернопільська область[16]
18. Романюка Романа Олеговича — учня професійно-технічного училища N 34 смт Коропець, Тернопільська область[16]
19. Сироїжка Володимира Дмитровича — вчителя Чорноморського навчально-виховного комплексу «Школа-ліцей» N 1, Автономна Республіка Крим[16]
20. Атаманюка Ігоря Васильовича — учня загальноосвітньої школи села Медведівці Бучацького району Тернопільської області[17]
21. Бородіна Андрія Станіславовича — старшого прапорщика служби цивільного захисту[17]
22. Коваля Юрія Миколайовича — старшого лейтенанта служби цивільного захисту[17]
23. Коркостригу Геннадія Віталійовича — сержанта служби цивільного захисту[17]
24. Кучерука Андрія Володимировича — старшого лейтенанта служби цивільного захисту[17]
25. Малька Романа Миколайовича — прапорщика служби цивільного захисту[17]
26. Олькова Миколу Андрійовича — старшого лейтенанта служби цивільного захисту[17]
27. Солов'я Олександра Васильовича — старшого лейтенанта служби цивільного захисту[17]
28. Чернобаєва В'ячеслава Михайловича — підполковника служби цивільного захисту[17]
29. Кравченка Олександра Петровича — водія акціонерного товариства «Валківське АТП 16341», Харківська область[18]
30. Шкроботька Юрія Миколайовича — лікаря-ортопеда-травматолога комунальної установи «Запорізька міська багатопрофільна клінічна лікарня N 9»[19]
31. Гаврилюка Петра Васильовича — лікаря Шепетівської центральної районної лікарні, Хмельницька область[20]
32. Ганжу Катерину Григорівну — начальника Спеціалізованої медико-санітарної частини N 16 міста Чорнобиля, Київська область[20]
33. Дєєва Сергія Васильовича — заступника голови районної організації «Союз Чорнобиль України» Індустріального району міста Дніпропетровська[20]
34. Панченка Олега Анатолійовича — директора державного закладу «Медичний центр „Реабілітаційно-діагностичний центр“» Міністерства охорони здоров'я України, Донецька область[20]
35. Пошивак Тетяну Петрівну — головного лікаря Львівського державного обласного спеціалізованого диспансеру радіаційного захисту населення[20]
36. Саврацького Валерія Опанасовича — лікаря Хмельницької міської станції швидкої допомоги[20]
37. Степанову Євгенію Іванівну — завідувача відділу державної установи «Науковий центр радіаційної медицини Академії медичних наук України», м. Київ[20]
38. Ткалю Віктора Феодосійовича — заступника голови ради Самарської районної громадської організації «Союз Чорнобиль України», м. Дніпропетровськ[20]

### 2010 рік
1. Голбана Дмитра Вікторовича — заступника командира роти військової частини управління Південного територіального командування внутрішніх військ МВС України, м. Одеса[21]
2. Рябошапку Сергія Миколайовича — начальника зміни оперативно-координаційного центру Головного управління Міністерства України з питань надзвичайних ситуацій та у справах захисту населення від наслідків Чорнобильської катастрофи в Донецькій області[21]
3. Кацавалова Євгена Анатолійовича — майора служби цивільного захисту[22]
4. Лавриненка Сергія Борисовича — начальника державного підприємства «Мобільний рятувальний центр МНС України»[22]
5. Безверхого Олександра Олександровича — сторожа бази відпочинку «Сонячна» акціонерного товариства «Запорізький втормет», Запорізька область[23]
6. Дернового Миколу Володимировича — старшого рятувальника відділення аварійно-рятувального загону спеціального призначення Головного управління МНС України в Черкаській області, прапорщика служби цивільного захисту[23]
7. Ковальова Володимира Петровича — інспектора патрульної служби кавалерійського взводу роти № 1 батальйону патрульної служби при Управлінні МВС України в Житомирській області, молодшого сержанта міліції[23]
8. Кулибабу Романа Миколайовича — інспектора патрульної служби кавалерійського взводу роти N 1 батальйону патрульної служби при Управлінні МВС України в Житомирській області, прапорщика міліції[23]
9. Лисинчука Андрія Васильовича жителя міста Монастирище, Черкаська область[23]
10. Пламадялу Ігоря Федоровича — інспектора патрульної служби кавалерійського взводу роти N 1 батальйону патрульної служби при Управлінні МВС України в Житомирській області, старшого сержанта міліції[23]
11. Атаманюка Ігоря Васильовича — учня Бучацького професійно-технічного училища N 26 Тернопільської області[24][25]
12. Бекетова Вадима Олександровича — учня загальноосвітньої школи села Козачі Лагері Цюрупинського району Херсонської області[24][25]
13. Бережного Романа Вікторовича — учня Самійлівської загальноосвітньої школи I–III ступенів Новоазовського району Донецької області[24][25]
14. Богатиренка Сергія Вікторовича — учня загальноосвітньої школи N 1 м. Новомиргорода Кіровоградської області[24][25]
15. Буяла Романа Валентиновича — учня Хотянівської загальноосвітньої школи Вишгородського району Київської області[24][25]
16. Войціховську Анну Петрівну — ученицю Голобської загальноосвітньої школи I–III ступенів Ковельського району Волинської області[24][25]
17. Гукасяна Дениса Артуриковича — учня загальноосвітньої школи I–III ступенів села Удич Теплицького району Вінницької області[24][25]
18. Жураківського Анатолія Олеговича — учня загальноосвітньої школи I–III ступенів імені Д. Загула села Мілієве Вижницького району Чернівецької області[24][25]
19. Іванченка Олександра Олеговича — учня Хотянівської загальноосвітньої школи Вишгородського району Київської області[24][25]
20. Коваленка Сергія Олексійовича — учня Малоржавецького навчально-виховного комплексу «Дошкільний навчальний заклад — загальноосвітня школа I–III ступенів» Канівського району Черкаської області[24][25]
21. Крамарчука Олександра Васильовича — курсанта Академії пожежної безпеки імені Героїв Чорнобиля МНС України[24][25]
22. Лєнко Наталію Олександрівну — ученицю загальноосвітньої школи I–III ступенів N 22 м. Горлівки Донецької області[24][25]
23. Педенка Сергія Миколайовича — учня Мопрівської середньої школи Солонянського району Дніпропетровської області[24][25]
24. Ружицького Іллю Валентиновича — учня Думанівської загальноосвітньої школи I–II ступенів Кам'янець-Подільського району Хмельницької області[24][25]
25. Семенюка Андрія Вікторовича — учня Думанівської загальноосвітньої школи I–II ступенів Кам'янець-Подільського району Хмельницької області[24][25]
26. Слободян Юлію Олегівну — ученицю Кам'янець-Подільської загальноосвітньої школи-інтернату I–II ступенів N 2 Хмельницької області[24][25]
27. Шатохіна Євгена Олександровича — учня гімназії N 7 м. Сімферополя Автономної Республіки Крим[24][25]
28. Шишку Євгена Геннадійовича (посмертно) — студента Політехнічного технікуму м. Кривого Рогу, Дніпропетровська область[26]
29. Матросова Володимира Сергійовича — сержанта служби цивільного захисту[27]
30. Ільченка Миколу Павловича — респіраторника Десятого воєнізованого гірничорятувального загону Державної воєнізованої гірничорятувальної служби у вугільній промисловості, Донецька область[28]
31. Гнатчука Миколу Васильовича — командира відділення 20-ї самостійної державної пожежної частини міста Снятин Головного управління МНС України в Івано-Франківській області, прапорщика служби цивільного захисту[29]
32. Кисельова Миколу Васильовича — командира відділення 3-ї державної пожежної частини Солом'янського районного управління Головного управління МНС України в місті Києві, прапорщика служби цивільного захисту[29]
33. Кучеравлюка Олександра Анатолійовича — начальника караулу 7-ї державної пожежної частини Подільського районного управління Головного управління МНС України в місті Києві, старшого лейтенанта служби цивільного захисту[29]
34. Орихівського Миколу Зіновійовича — командира відділення 2-ї самостійної державної пожежної частини Сихівського районного відділу міста Львова Головного управління МНС України в Львівській області, старшого прапорщика служби цивільного захисту[29]
35. Отопергенова Олександра Яксановича — начальника караулу 24-ї самостійної державної пожежної частини Керченського міського управління Головного управління МНС України в Автономній Республіці Крим, старшого лейтенанта служби цивільного захисту[29]
36. Хому Миколу Ільковича — командира відділення 27-ї державної пожежної частини акціонерного товариства «Запоріжкокс», прапорщика служби цивільного захисту[29]
37. Цапурдєєва Володимира Васильовича — командира відділення 5-ї підпорядкованої державної пожежної частини Кіровоградського міського управління Головного управління МНС України в Кіровоградській області, старшого прапорщика служби цивільного захисту[29]

### 2011 рік
1. Камбарова Олександра Олеговича — начальника караулу 9-ї самостійної державної пожежної частини міста Хмільник Управління МНС України в Вінницькій області, старшого лейтенанта служби цивільного захисту[30]
2. Копицю Олександра Васильовича — командира відділення — водія 9-ї самостійної державної пожежної частини міста Хмільник Управління МНС України в Вінницькій області, старшого прапорщика служби цивільного захисту[30]
3. Мартиненка Володимира Миколайовича — прапорщика служби цивільного захисту[31]
4. Петрикова Віталія Вікторовича — старшого сержанта служби цивільного захисту[31]
5. Степанчука Сергія Григоровича — сержанта служби цивільного захисту[31]
6. Гріщенка Андрія Андрійовича — майстра дільниці комунального підприємства «Донецькміськводоканал»[32]
7. Кривоноса Віктора Володимировича — начальника зміни служби комунального підприємства «Донецькміськводоканал»[32]
8. Кузнецова Олександра Яковича — слюсаря служби комунального підприємства «Донецькміськводоканал»[32]
9. Коцюра Павла Микитовича — помічника командира взводу оперативно-медичної служби Третього воєнізованого гірничорятувального загону Державної воєнізованої гірничорятувальної служби у вугільній промисловості, Донецька область[33]
10. Халілрахманова Рустама Рудіфовича — помічника командира загону Оперативного воєнізованого гірничорятувального загону Державної воєнізованої гірничорятувальної служби у вугільній промисловості, Донецька область[33]
11. Бахмута Сергія Володимировича — старшого водія 20-ї державної пожежної частини Глобинського районного відділу Управління МНС України в Полтавській області, сержанта служби цивільного захисту[34]
12. Волошка Станіслава Валерійовича — начальника чергової зміни частини аварійно-рятувальних та спеціальних робіт спеціалізованого аварійно-рятувального загону Головного управління МНС України в місті Києві, капітана служби цивільного захисту[34]
13. Книшука Миколу Миколайовича — старшого пожежного 18-ї державної пожежної частини Бродівського районного відділу Головного управління МНС України в Львівській області, старшого сержанта служби цивільного захисту[34]
14. Коваля Віталія Федоровича — командира відділення 27-ї державної пожежної частини міста Переяслав-Хмельницький Головного управління МНС України в Київській області, прапорщика служби цивільного захисту[34]
15. Корецького Андрія Миколайовича — командира відділення 2-ї державної пожежної частини Дніпровського районного відділу міста Херсона Управління МНС України в Херсонській області, прапорщика служби цивільного захисту[34]
16. Немеша Романа Івановича — командира відділення 8-ї державної пожежної частини Тячівського районного управління Управління МНС України в Закарпатській області, прапорщика служби цивільного захисту[34]
17. Олесницького Віталія Миколайовича — пожежного 13-ї державної пожежної частини Дубенського районного відділу Управління МНС України в Рівненській області, молодшого сержанта служби цивільного захисту[34]
18. Приходька Івана Володимировича — пожежного 10-ї державної пожежної частини Центрально-Мінського району міста Кривий Ріг Головного управління МНС України в Дніпропетровській області, молодшого сержанта служби цивільного захисту[34]
19. Сержанського Руслана Вікторовича — командира відділення 37-ї державної пожежної частини міста Гуляйполе Головного управління МНС України в Запорізькій області, прапорщика служби цивільного захисту[34]

### 2012 рік
1. Павленка Олександра Івановича — охоронця комунального підприємства «Центр досугу „Промінь“» Енергодарської міської ради, Запорізька область[35]
2. Тріщука Юрія Михайловича — учня комунальної установи «Пологівська спеціалізована різнопрофільна школа І-III ступенів № 2», Запорізька область[35]
3. Батюка Іллю Павловича — охоронника Східної філії товариства «Нафтозахист — Україна», Сумська область[36]
4. Науменка Дениса Вікторовича — сержанта міліції[37]
5. Павлова Юрія Олександровича — сержанта служби цивільного захисту[37]
6. Томеску Артура Степановича — сержанта служби цивільного захисту[37]
7. Варгу Олексія Карловича — заступника командира Шостого воєнізованого гірничорятувального загону Державної воєнізованої гірничорятувальної служби у вугільній промисловості, Донецька область[38]
8. Фоменка Володимира Андрійовича — помічника командира загону Десятого воєнізованого гірничорятувального загону Державної воєнізованої гірничорятувальної служби у вугільній промисловості, Донецька область[38]
9. Борощука Ігоря Аркадійовича — старшого прапорщика служби цивільного захисту[39]
10. Волкова Ігоря Львовича — старшого прапорщика служби цивільного захисту[39]
11. Зайчука Олександра Андрійовича — прапорщика служби цивільного захисту[39]
12. Рокету Віктора Івановича — майора служби цивільного захисту[39]
13. Ружина Костянтина Івановича — сержанта служби цивільного захисту[39]
14. Сєчка Валерія Павловича — старшого прапорщика служби цивільного захисту[39]
15. Таралевича Віктора Володимировича — сержанта служби цивільного захисту[39]
16. Філіпюка Вячеслава Анатолійовича — старшого прапорщика служби цивільного захисту[39]
17. Цирфу Вадима Олександровича — водія автотранспортних засобів автоколони акціонерного товариства «Північтранс», м. Одеса[40]
18. Плахотнюк Наталію Василівну — ученицю середньої загальноосвітньої школи I–III ступенів с. Городище, Вінницька область[41]
19. Демиденка Євгена Борисовича — інспектора-чергового чергової частини ізолятора тимчасового тримання Первомайського міського відділу Управління МВС України в Миколаївській області, капітана міліції[42]

### 2013 рік
1. Германа Олександра Леонідовича — начальника рятувальної станції «Учкуєвка» комунальної організації «Комунальна спеціалізована аварійно-рятувальна служба на водних об'єктах міста Севастополя»[43]
2. Слободенюка Сергія Вікторовича — оперуповноваженого сектору Кривоозерського районного відділу Управління МВС України в Миколаївській області[43]
3. Гончарова Геннадія Вікторовича — помічника командира Шостого воєнізованого гірничорятувального загону Державної воєнізованої гірничорятувальної служби у вугільній промисловості, Донецька область[44]
4. Заболотного Сергія Вікторовича — помічника командира взводу Третього воєнізованого гірничорятувального загону Державної воєнізованої гірничорятувальної служби у вугільній промисловості, Донецька область[44]
5. Луценка Андрія Володимировича — старшого лейтенанта служби цивільного захисту[45]
6. Маценка Анатолія Валентиновича — прапорщика служби цивільного захисту[45]
7. Сороку Сергія Руслановича — молодшого сержанта служби цивільного захисту[45]
8. Диченка Богдана Михайловича — капітана служби цивільного захисту[46]
9. Королевського Віталія Миколайовича — старшого прапорщика служби цивільного захисту[46]
10. Левицького Сергія Михайловича — прапорщика служби цивільного захисту[46]
11. Нестерука Андрія Миколайовича — старшого сержанта служби цивільного захисту[46]
12. Судака Володимира Вікторовича — підполковника служби цивільного захисту[46]
13. Кожарського Андрія Васильовича — міліціонера батальйону міліції особливого призначення «Беркут» Головного управління МВС України в Автономній Республіці Крим, сержанта міліції[47]
14. Марченка Олега Борисовича — помічника начальника Шишацького районного відділу — оперативного чергового чергової частини штабу Управління МВС України в Полтавській області, майора міліції[47]
15. Саранчука Анатолія Миколайовича — дільничного інспектора міліції сектору Новоушицького районного відділу Управління МВС України в Хмельницькій області, лейтенанта міліції[47]

### 2014 рік
1. Архипенка Володимира Олексійовича — заступника начальника групи — начальника рятувального відділення аварійно-рятувальної частини Аварійно-рятувального загону спеціального призначення Управління ДСНС України у Черкаській області[48]
2. Бринчука Вадима Віталійовича — інспектора взводу роти Луцького міського відділу Управління МВС України у Волинській області, старшого сержанта міліції[49]
3. Москвіліна Сергія Вікторовича — заступника начальника служби Луганської міської комунальної аварійно-рятувальної служби[49]
4. Кривенка Романа Олександровича — пожежного — рятувальника 11 державної пожежно-рятувальної частини м. Харкова Головного управління Державної служби надзвичайних ситуацій України у Харківській області, молодшого сержанта служби цивільного захисту[50]

### 2015 рік
1. Дацко Марту Ігорівну — волонтера, члена громадської організації «Всеукраїнська Гвардія революції», м. Львів[51]
2. Алексєєнка Олексія Сергійовича — волонтера, м. Маріуполь[52]
3. Багрія Тараса Миколайовича — фельдшера, волонтера Революції гідності, Львівська область[53]
4. Василика Тараса Петровича — фельдшера, волонтера Революції гідності, Львівська область[53]
5. Грома Юрія Орестовича — лікаря, волонтера Революції гідності, м. Львів[53]
6. Золотову Олену Володимирівну — провізора, волонтера Революції гідності, м. Київ[53]
7. Ковальчука Юрія Михайловича — лікаря-хірурга, волонтера Революції гідності, Тернопільська область[53]
8. Попівненка Сергія Федоровича — завідувача відділення Димитровської центральної міської лікарні, Донецька область[53]
9. Левицького Петра Ростиславовича — волонтера, члена громадської організації «Всеукраїнська Гвардія Революції», Тернопільська область[54]
10. Пукавського Клавдія Венедиктовича — волонтера, члена громадської організації «Всеукраїнська Гвардія Революції», Львівська область[54]
11. Сивака Миколу Федоровича — волонтера, члена громадської організації «Всеукраїнська Гвардія Революції», м. Київ[54]
12. Фоміну Олену Олегівну — волонтера, члена громадської організації «Всеукраїнська Гвардія Революції», м. Київ[54]
13. Кудлу Сергія Васильовича — тракториста відокремленого підрозділу «Вуглегірська ТЕС» акціонерного товариства «Центренерго», Донецька область[55]
14. Моргуна Олега Анатолійовича — водія відокремленого підрозділу «Вуглегірська ТЕС» акціонерного товариства «Центренерго», Донецька область[55]
15. Погодіна Вячеслава Григоровича — слюсаря відокремленого підрозділу «Вуглегірська ТЕС» акціонерного товариства «Центренерго», Донецька область[55]
16. Селіванова Миколу Семеновича — майстра виробничої дільниці відокремленого підрозділу «Вуглегірська ТЕС» акціонерного товариства «Центренерго», Донецька область[55]
17. Гречаного Володимира Леонідовича — водія загону спеціальних робіт державного підприємства «Мобільний рятувальний центр ДСНС України»[56]
18. Клименка Володимира Васильовича — водія загону транспортного забезпечення державного підприємства «Мобільний рятувальний центр ДСНС України»[56]
19. Яценка Миколу Васильовича — водія загону спеціальних робіт державного підприємства «Мобільний рятувальний центр ДСНС України»[56]
20. Тронова Олега В'ячеславовича — слюсаря цеху акціонерного товариства «Харківська ТЕЦ-5»[57]
21. Чомка Ярослава Степановича (посмертно) — члена громадської організації «Всеукраїнська Гвардія Революції», м. Івано-Франківськ[57]

### 2018 рік
1. БІЛОУСА Андрія Олександровича — інспектора роти управління патрульної поліції в Миколаївській області Департаменту патрульної поліції, лейтенанта поліції[58]
2. БОЙКО Ілону Олександрівну — ученицю комунального закладу «Седнівський навчально-виховний комплекс» Чернігівської районної ради, Чернігівська область[58]
3. ГОРДІЙЧУКА Анатолія Анатолійовича — солдата військової частини 3002 Західного оперативно-територіального об'єднання Національної гвардії України[58]
4. КАЧАНА Миколу Миколайовича — начальника караулу 25 державної пожежно-рятувальної частини Головного управління ДСНС у м. Києві, лейтенанта служби цивільного захисту[58]
5. МАМЧЕНКА Дениса Анатолійовича — начальника караулу 18 державної пожежно-рятувальної частини Головного управління ДСНС у Харківській області, старшого лейтенанта служби цивільного захисту[58]
6. НОЙ Катерину Василівну — ученицю Одеської загальноосвітньої школи № 120 I—III ступенів Одеської міської ради[58]
7. СУХОВЕЦЬКОГО Артема Віталійовича — учня середньої загальноосвітньої школи I—II ступенів села Рахни Гайсинського району, Вінницька область[58]
8. ТІХОНЧУКА Максима Руслановича — учня комунального закладу «Рішельєвський ліцей» Одеської обласної ради[58]
9. ТКАЧУКА Євгена Олексійовича — студента Національного фармацевтичного університету, жителя міста Дружківка Донецької області[58]

### 2021 рік
1. Балашов Борис Геннадійович — старший сержант поліції, м. Одеса (Указ Президента України від 02.07.2021).
2. Цигульський Валентин Володимирович — член ГО «Всеукраїнське об'єднання учасників АТО», м. Київ (Указ Президента України № 527/2021 від 12.10.2021).

### 2022 рік
1. Кравченко Лариса Сергіївна — лейтенант медичної служби (Указ Президента України № 79/2022 від 28.02.2022).
2. Апостолова Оксана Володимирівна — сержант (Указ Президента України № 134/2022 від 14.03.2022).
3. Бєсєда Тетяна Юріївна — молодший сержант (Указ Президента України № 134/2022 від 14.03.2022).
4. Бойко Юлія Іванівна — сержант (Указ Президента України № 134/2022 від 14.03.2022).
5. Нелюба Микола Вікторович — молодший сержант
6. Савенко Степан Васильович — старший солдат (Указ Президента України № 145/2022 від 18.03.2022).
7. Волков Євген Володимирович — лейтенант медичної служби (Указ Президента України № 158/2022 від 23.03.2022).
8. Шеремет Вероніка Сергіївна — старший сержанта (Указ Президента України № 158/2022 від 23.03.2022).
9. Демиденко Наталія Олександрівна (посмертно) — завідувачка аптеки № 57 підприємства «Аптека 2011», смт Козача Лопань Дергачівського району Харківської області (Указ Президента України № 166/2022 від 24.03.2022).
10. Ковальчук Володимир Васильович (посмертно) — водій бригади екстреної (швидкої) медичної допомоги Токарівського ППБ КНП «Херсонський обласний центр ЕМД та МК» Херсонської обласної ради (Указ Президента України № 166/2022 від 24.03.2022).
11. Поповиченко Сергій Олександрович (посмертно) — лікар-реаніматолог Луганського обласного клінічного онкологічного диспансеру (Указ Президента України № 166/2022 від 24.03.2022).
12. Рухло Валентина Петрівна (посмертно) — санітарка Сєвєродонецької міської багатопрофільної лікарні Луганської області (Указ Президента України № 166/2022 від 24.03.2022).
13. Слєпцов Віктор Дмитрович (посмертно) — водій бригади екстреної медичної допомоги Сєвєродонецької міської багатопрофільної лікарні Луганської області (Указ Президента України № 166/2022 від 24.03.2022).
14. Водолад В'ячеслав Миколайович — штаб-сержант Державної прикордонної служби України (Указ Президента України № 182/2022 від 28.03.2022).
15. Маслян Ірина Миколаївна — штаб-сержант (Указ Президента України № 187/2022 від 29.03.2022).
16. Шакірова Вікторія Миколаївна — старший лейтенант медичної служби (Указ Президента України № 187/2022 від 29.03.2022).
17. Бешлей Дмитро Миронович — старший лейтенант медичної служби (Указ Президента України № 194/2022 від 31.03.2022).
18. Голота Павло Святославович — молодший сержант (Указ Президента України № 194/2022 від 31.03.2022).
19. Данелія Ігор Олександрович — старший солдат (Указ Президента України № 194/2022 від 31.03.2022).
20. Зварічук Олег Анатолійович — старший лейтенант медичної служби (Указ Президента України № 194/2022 від 31.03.2022).
21. Козік Наталія Сергіївна — старший лейтенант медичної служби (Указ Президента України № 194/2022 від 31.03.2022).
22. Купчак Орест Іванович — майор медичної служби (Указ Президента України № 194/2022 від 31.03.2022).
23. Ліщук Тарас Олександрович — лейтенант медичної служби (Указ Президента України № 194/2022 від 31.03.2022).
24. Романчук Микола Вікторович — старший лейтенант медичної служби (Указ Президента України № 194/2022 від 31.03.2022).
25. Собко Андрій Юрійович — капітан медичної служби (Указ Президента України № 194/2022 від 31.03.2022).
26. Тригубенко Павло Павлович — матрос (Указ Президента України № 194/2022 від 31.03.2022).
27. Носань Дмитро Вікторович — сержант (Указ Президента України № 216/2022 від 06.04.2022).
28. Савчук Олександр Григорович — сержант (Указ Президента України № 216/2022 від 06.04.2022).
29. Стрільцова Анна Анатоліївна — сержант (Указ Президента України № 216/2022 від 06.04.2022).
30. Ткачук Юлія Сергіївна — старший сержант (Указ Президента України № 216/2022 від 06.04.2022).
31. Штейн Ганна Олегівна — солдат (Указ Президента України № 216/2022 від 06.04.2022).
32. Скорбач Ярослав Олексійович — сержант (Указ Президента України № 220/2022 від 07.04.2022).
33. Ліпський Роман Васильович — молодший сержант служби цивільного захисту (Указ Президента України № 256/2022 від 17.04.2022).
34. Дева Ярослав Ярославович — молодший сержант (Указ Президента України № 261/2022 від 18.04.2022).
35. Антипенко Олена Валеріївна — молодший сержант (Указ Президента України № 272/2022 від 24.04.2022).
36. Гречуха Вікторія Вікторівна — солдат (Указ Президента України № 272/2022 від 24.04.2022).
37. Мойсієнко Людмила Володимирівна — головний сержант (Указ Президента України № 272/2022 від 24.04.2022).
38. Огурцов Володимир Олегович — молодший сержант (Указ Президента України № 272/2022 від 24.04.2022).
39. Пономаренко Ольга Михайлівна — сержант (Указ Президента України № 272/2022 від 24.04.2022).
40. Сизоненко Галина Миколаївна — сержант (Указ Президента України № 272/2022 від 24.04.2022).
41. Костюк Жанна Олександрівна — старший сержант (Указ Президента України № 284/2022 від 28.04.2022).
42. Йолкін Євген Олександрович — старший лейтенант медичної служби (Указ Президента України № 290/2022 від 30.04.2022).
43. Сус Артем Тарасович — старший лейтенант медичної служби (Указ Президента України № 290/2022 від 30.04.2022).
44. Капаров Микола Миколайович — штаб-сержант (Указ Президента України № 292/2022 від 02.05.2022).
45. Ніколаєв Володимир Михайлович — підполковник медичної служби (Указ Президента України № 292/2022 від 02.05.2022).
46. Глеба Ерік Юрійович — старший солдат (Указ Президента України № 329/2022 від 11.05.2022).
47. Цегельник Олег Володимирович — старший солдат (Указ Президента України № 329/2022 від 11.05.2022).
48. Баландіна Оксана Юріївна — сестра медична КНП Луганської обласної ради «Луганська обласна дитяча клінічна лікарня» (Указ Президента України № 331/2022 від 11.05.2022).
49. Клименко Світлана Іванівна — сестра медична КНП Іванківської селищної ради «Іванківська центральна районна лікарня», Київська область (Указ Президента України № 331/2022 від 11.05.2022).
50. Уманець Оксана Анатоліївна — сестра медична КНП Чернігівської обласної ради «Чернігівська обласна лікарня» (Указ Президента України № 331/2022 від 11.05.2022).
51. Беспалов Максим Олександрович — солдат (Указ Президента України № 332/2022 від 12.05.2022).
52. Бойко Євген Володимирович — солдат (Указ Президента України № 332/2022 від 12.05.2022).
53. Глушко Олег Євгенович — солдат (Указ Президента України № 332/2022 від 12.05.2022).
54. Іванцов Данило Андрійович — солдат (Указ Президента України № 332/2022 від 12.05.2022).
55. Разговоров Микола Миколайович — солдат (Указ Президента України № 332/2022 від 12.05.2022).
56. Рак Дмитро Валерійович — сержант (Указ Президента України № 332/2022 від 12.05.2022).
57. Солопов Анатолій Миколайович — сержант (Указ Президента України № 332/2022 від 12.05.2022).
58. Хохлюк Сергій Сергійович — старший солдат (Указ Президента України № 332/2022 від 12.05.2022).
59. Шолік Андрій Михайлович — солдат (Указ Президента України № 332/2022 від 12.05.2022).
60. Лосєв Владислав Олександрович — старший лейтенант медичної служби (Указ Президента України № 334/2022 від 14.05.2022).
61. Гайдамашко Тетяна Олександрівна — лейтенант медичної служби (Указ Президента України № 340/2022 від 16.05.2022).
62. Жуков Віктор В'ячеславович — капітан (Указ Президента України № 340/2022 від 16.05.2022).
63. Іваненко Олександр Володимирович — солдат (Указ Президента України № 340/2022 від 16.05.2022).
64. Марченко Євгеній Володимирович — молодший лейтенант медичної служби (Указ Президента України № 340/2022 від 16.05.2022).
65. Панасенко Сергій Іванович — старший лейтенант медичної служби (Указ Президента України № 340/2022 від 16.05.2022).
66. Фінагєєв Андрій Якович — молодший лейтенант медичної служби (Указ Президента України № 340/2022 від 16.05.2022).
67. Цимбалістий Олександр Анатолійович — майор медичної служби (Указ Президента України № 340/2022 від 16.05.2022).
68. Панін Олександр Георгійович — полковник служби цивільного захисту (Указ Президента України № 343/2022 від 17.05.2022).
69. Бобро Анна Андріївна — старший лейтенант медичної служби (Указ Президента України № 347/2022 від 18.05.2022).
70. Гриневич Руслан Михайлович — капітан медичної служби (Указ Президента України № 347/2022 від 18.05.2022).
71. Котурбаш Роман Юрійович — лейтенант медичної служби (Указ Президента України № 347/2022 від 18.05.2022).
72. Красовський Андрій Васильович — капітан медичної служби (Указ Президента України № 347/2022 від 18.05.2022).
73. Пидоченко Діна Ігорівна — лейтенант медичної служби (Указ Президента України № 347/2022 від 18.05.2022).
74. Собко Роман Юрійович — капітан медичної служби (Указ Президента України № 347/2022 від 18.05.2022).
75. Шалавила Максим Степанович — лейтенант медичної служби (Указ Президента України № 347/2022 від 18.05.2022).
76. Шмідт Михайло Романович — капітан медичної служби (Указ Президента України № 347/2022 від 18.05.2022).
77. Новицький Віталій Вікторович — сержант (Указ Президента України № 349/2022 від 19.05.2022).
78. Чорногуз Ярина Ярославівна — старший матрос (Указ Президента України № 349/2022 від 19.05.2022).
79. Андреїшин Олег Вікторович — сержант (Указ Президента України № 357/2022 від 22.05.2022).
80. Базалицький Олександр Юрійович — старший лейтенант медичної служби (Указ Президента України № 357/2022 від 22.05.2022).
81. Задубинна Світлана Василівна — молодший сержант (Указ Президента України № 357/2022 від 22.05.2022).
82. Кузьменко Марина Дмитрівна — молодший сержант (Указ Президента України № 357/2022 від 22.05.2022).
83. Лісохмарова Ірина Олександрівна — сержант (Указ Президента України № 357/2022 від 22.05.2022).
84. Новаківська Інна Мар'янівна — сержант (Указ Президента України № 357/2022 від 22.05.2022).
85. Номеровська Вікторія Василівна — молодший сержант (Указ Президента України № 357/2022 від 22.05.2022).
86. Олещенко Марія Юріївна — солдат (Указ Президента України № 357/2022 від 22.05.2022).
87. Островський Денис Вадимович — капітан медичної служби (Указ Президента України № 357/2022 від 22.05.2022).
88. Прохан Олександр Анатолійович — лейтенант медичної служби (Указ Президента України № 357/2022 від 22.05.2022).
89. Тіщенко Андрій Сергійович — солдат (Указ Президента України № 357/2022 від 22.05.2022).
90. Трачук Роман Сергійович — старший лейтенант медичної служби (Указ Президента України № 357/2022 від 22.05.2022).
91. Шпакевич Альона Вікторівна — молодший сержант (Указ Президента України № 357/2022 від 22.05.2022).
92. Сібілєв Сергій Леонідович — молодший сержант (Указ Президента України № 358/2022 від 22.05.2022).
93. Кучеба Валерій Вікторович — сержант (Указ Президента України № 360/2022 від 23.05.2022).
94. Лавринюк Станіслав Вячеславович — головний сержант (Указ Президента України № 367/2022 від 24.05.2022).
95. Лисенко Олександр Вікторович — головний сержант (Указ Президента України № 367/2022 від 24.05.2022).
96. Цуркан Ілля Павлович — старший сержант (Указ Президента України № 368/2022 від 24.05.2022).
97. Богданов Ярослав Віталійович — фельдшер КНП «Обласний центр ЕМД та МК», Донецька область (Указ Президента України № 373/2022 від 27.05.2022).
98. Колодич Богдан Сергійович — фельдшер бригади екстреної медичної допомоги Броварської станції екстреної медичної допомоги КНМ Київської обласної ради «Київський обласний центр ЕМД та МК» (Указ Президента України № 373/2022 від 27.05.2022).
99. Кременчуцький Олександр Миколайович — водій автотранспортного засобу Охтирської станції екстреної (швидкої) медичної допомоги КНП Сумської обласної ради «Сумський обласний центр ЕМД та МК» (Указ Президента України № 373/2022 від 27.05.2022).
100. Литвин Микола Анатолійович — водій автотранспортного засобу, головний механік Лисичанської станції екстреної медичної допомоги КНП Луганської обласної ради «Луганський регіональний центр ЕМД та МК» (Указ Президента України № 373/2022 від 27.05.2022).
101. Скляр Віталій Миколайович — водій автотранспортного засобу Охтирської станції екстреної (швидкої) медичної допомоги КНП Сумської обласної ради «Сумський обласний центр ЕМД та МК» (Указ Президента України № 373/2022 від 27.05.2022).
102. Троян Ельнаре Араз кизи — фельдшер Сєвєродонецької підстанції екстреної медичної допомоги КНП Луганської обласної ради «Луганський регіональний центр ЕМД та МК» (Указ Президента України № 373/2022 від 27.05.2022).
103. Ковач Олександр Юрійович — солдат (Указ Президента України № 375/2022 від 27.05.2022).
104. Коротенко Олена Миколаївна — солдат (Указ Президента України № 375/2022 від 27.05.2022).
105. Балан Віктор Васильович — старший солдат (Указ Президента України № 379/2022 від 31.05.2022).
106. Батинська Тетяна Миколаївна — молодший сержант (Указ Президента України № 379/2022 від 31.05.2022).
107. Волощук Олексій Дмитрович — молодший сержант (Указ Президента України № 379/2022 від 31.05.2022).
108. Ємельянов Віктор Вікторович — молодший сержант (Указ Президента України № 379/2022 від 31.05.2022).
109. Козаченко Олександр Сергійович — солдат (Указ Президента України № 379/2022 від 31.05.2022).
110. Колосов Руслан Русланович — старший солдат (Указ Президента України № 379/2022 від 31.05.2022).
111. Кравченко Василь Олегович — солдат (Указ Президента України № 379/2022 від 31.05.2022).
112. Кривошея Сергій Миколайович — солдат (Указ Президента України № 379/2022 від 31.05.2022).
113. Кубінець Іван Іванович — старший солдат (Указ Президента України № 379/2022 від 31.05.2022).
114. ПаньківА Володимир Олександрович — молодший сержант (Указ Президента України № 379/2022 від 31.05.2022).
115. Сизова Олена Володимирівна — солдат (Указ Президента України № 379/2022 від 31.05.2022).
116. Сотнікова Анна Олексіївна — молодший сержант (Указ Президента України № 379/2022 від 31.05.2022).
117. Капраненко Ольга Володимирівна — молодший сержант (Указ Президента України № 390/2022 від 03.06.2022).
118. Килимчук Віталій Петрович — капітан медичної служби (Указ Президента України № 395/2022 від 06.06.2022).
119. Литвинчук Дмитро Валерійович — молодший лейтенант медичної служби (Указ Президента України № 395/2022 від 06.06.2022).
120. Тертичний Максим Олегович — майор медичної служби (Указ Президента України № 395/2022 від 06.06.2022).
121. Бохняк Віталій Володимирович — солдат (Указ Президента України № 405/2022 від 10.06.2022).
122. Дармограй Ігор Васильович — старший солдат (Указ Президента України № 405/2022 від 10.06.2022).
123. Закота Дем'ян Костянтинович — старший солдат (Указ Президента України № 405/2022 від 10.06.2022).
124. Попов Микола Володимирович — солдат (Указ Президента України № 405/2022 від 10.06.2022).
125. Саварін Дмитро Красимирович — молодший сержант (Указ Президента України № 405/2022 від 10.06.2022).
126. Гойса Артем Петрович — старший сержант (Указ Президента України № 417/2022 від 17.06.2022).
127. Черниш Артем Олександрович — старший сержант (Указ Президента України № 417/2022 від 17.06.2022).
128. Хан Сергій Сергійович — солдат (Указ Президента України № 418/2022 від 17.06.2022).
129. Авраменко Оксана Олександрівна — фельдшер відділення 105-го прикордонного загону ДПС України, штаб-сержант (Указ Президента України № 419/2022 від 17.06.2022).
130. Алхімов Сергій Юрійович — студент Харківського національного медичного університету (Указ Президента України № 419/2022 від 17.06.2022).
131. Бараненко Олександр Васильович — завідувач відділення інтервенційної радіології та рентгенології КНП «Чернігівська міська лікарня № 2» Чернігівської міської ради (Указ Президента України № 419/2022 від 17.06.2022).
132. Гаврищенко Володимир Іванович — водій-санітар Першого добровольчого мобільного шпиталю імені Миколи Пирогова (Указ Президента України № 419/2022 від 17.06.2022).
133. Глушак Ярослав Олександрович — лікар КНП «Чернігівська міська лікарня № 2» Чернігівської міської ради (Указ Президента України № 419/2022 від 17.06.2022).
134. Голик Марина Володимирівна — сестра медична операційна КНП «Чернігівська міська лікарня № 2» Чернігівської міської ради (Указ Президента України № 419/2022 від 17.06.2022).
135. Данилівська Ірина Дмитрівна — сестра медична Першого добровольчого мобільного шпиталю імені Миколи Пирогова (Указ Президента України № 419/2022 від 17.06.2022).
136. Діхтяренко Інна Юріївна (посмертно) — лікар загальної практики — сімейний лікар КНП «Центр первинної медико-санітарної допомоги» Білогородської сільської ради Київської області (Указ Президента України № 419/2022 від 17.06.2022).
137. Довиденко Анастасія Сергіївна — фельдшер медичного пункту 105-го прикордонного загону ДПС України, сержант (Указ Президента України № 419/2022 від 17.06.2022).
138. Калашник Іван Юрійович — начальник служби 3-го прикордонного загону ДПС України, лейтенант медичної служби (Указ Президента України № 419/2022 від 17.06.2022).
139. Калиниченко Світлана Павлівна (посмертно) — санітарка аптеки № 57 приватного підприємства «Аптека 2011», м. Харків (Указ Президента України № 419/2022 від 17.06.2022).
140. Копил Костянтин Володимирович — завідувач відділення комунальної установи «Гуляйпільська міська лікарня», Запорізька область (Указ Президента України № 419/2022 від 17.06.2022).
141. Коркішко Вадим В'ячеславович — лікар КНП «Лисичанська багатопрофільна лікарня», Луганська область (Указ Президента України № 419/2022 від 17.06.2022).
142. Король Іван Васильович — начальник служби 11-го прикордонного загону ДПС України, капітан медичної служби (Указ Президента України № 419/2022 від 17.06.2022).
143. Краснов Максим Ігорович — лікар загальної практики — сімейний лікар Першого добровольчого мобільного шпиталю імені Миколи Пирогова (Указ Президента України № 419/2022 від 17.06.2022).
144. Макашов Олег Миколайович — лікар КНП «Чернігівська міська лікарня № 2» Чернігівської міської ради (Указ Президента України № 419/2022 від 17.06.2022).
145. Мінко Катерина Олегівна — лікар КНП «Чернігівська обласна лікарня» Чернігівської обласної ради (Указ Президента України № 419/2022 від 17.06.2022).
146. Павлова Тетяна Сергіївна — сестра медична КНП Миколаївської міської ради «Пологовий будинок № 1» (Указ Президента України № 419/2022 від 17.06.2022).
147. Павлюк Людмила Анатоліївна — лікар КНП «Чернігівська обласна лікарня» Чернігівської обласної ради (Указ Президента України № 419/2022 від 17.06.2022).
148. Панкевич Тарас Любомирович — лікар Першого добровольчого мобільного шпиталю імені Миколи Пирогова (Указ Президента України № 419/2022 від 17.06.2022).
149. Петухова Євгенія Леонідівна — завідувачка відділення КНП «Чернігівська міська лікарня № 2» Чернігівської міської ради (Указ Президента України № 419/2022 від 17.06.2022).
150. Святушенко В'ячеслав Анатолійович — завідувач відділення КНП «Чернігівська міська лікарня № 2» Чернігівської міської ради (Указ Президента України № 419/2022 від 17.06.2022).
151. Сидорчук Юрій Валерійович — лікар Першого добровольчого мобільного шпиталю імені Миколи Пирогова (Указ Президента України № 419/2022 від 17.06.2022).
152. Соп Інна Михайлівна — інспектор—фельдшер відділення відділу прикордонної служби «Добрянка» 105-го прикордонного загону ДПС України, старший сержант (Указ Президента України № 419/2022 від 17.06.2022).
153. Тараненко Володимир Вадимович — старший водій медичного пункту служби 3-го прикордонного загону ДПС України, сержант (Указ Президента України № 419/2022 від 17.06.2022).
154. Фриз Владислава Володимирівна — завідувачка відділення КНП «Чернігівська обласна лікарня» Чернігівської обласної ради (Указ Президента України № 419/2022 від 17.06.2022).
155. Хмельницький Сергій Анатолійович — лікар КНП «Чернігівська міська лікарня № 2» Чернігівської міської ради (Указ Президента України № 419/2022 від 17.06.2022).
156. Черкашина Людмила Ігорівна — фельдшер медичного пункту служби 3-го прикордонного загону ДПС України, сержант (Указ Президента України № 419/2022 від 17.06.2022).
157. Швець Юрій Валентинович — водій-санітар Першого добровольчого мобільного шпиталю імені Миколи Пирогова (Указ Президента України № 419/2022 від 17.06.2022).
158. Ястремська Наталія Михайлівна — завідувачка відділення КНП «Чернігівська міська лікарня № 2» Чернігівської міської ради (Указ Президента України № 419/2022 від 17.06.2022).
159. Глибчук Ганна Леонідівна — молодший сержант (Указ Президента України № 429/2022 від 20.06.2022).
160. Іваницька Сніжана Леонідівна — старший солдат (Указ Президента України № 429/2022 від 20.06.2022).
161. Лата Юлія Вікторівна — молодший сержант (Указ Президента України № 429/2022 від 20.06.2022).
162. Луценко Михайло Григорович — лейтенант медичної служби (Указ Президента України № 429/2022 від 20.06.2022).
163. Луценко Катерина Анатоліївна — лейтенант медичної служби (Указ Президента України № 429/2022 від 20.06.2022).
164. Москалець Іван Юрійович — молодший сержант (Указ Президента України № 429/2022 від 20.06.2022).
165. Решетняк Катерина Іванівна — лейтенант медичної служби (Указ Президента України № 429/2022 від 20.06.2022).
166. Сейко Таїсія Вікторівна — сержант (Указ Президента України № 429/2022 від 20.06.2022).
167. Ходоровська Олена Миколаївна — молодший сержант (Указ Президента України № 429/2022 від 20.06.2022).
168. Могилевський Василь Сергійович — капітан медичної служби (Указ Президента України № 431/2022 від 21.06.2022).
169. Зімчук В'ячеслав Анатолійович — старший солдат (Указ Президента України № 432/2022 від 21.06.2022).
170. Лобко Цвітана Олександрівна — старший сержант (Указ Президента України № 432/2022 від 21.06.2022).
171. Нестеренко Юлія Вікторівна — головний сержант (Указ Президента України № 432/2022 від 21.06.2022).
172. Павлов Євгеній Миколайович — старший солдат (Указ Президента України № 432/2022 від 21.06.2022).
173. Савченко Олексій Миколайович — сержант (Указ Президента України № 432/2022 від 21.06.2022).
174. Стороженко Євген Охрімович — майор медичної служби (Указ Президента України № 432/2022 від 21.06.2022).
175. Княжища Антон Олександрович — солдат (Указ Президента України № 437/2022 від 24.06.2022).
176. Кравцов Артур Михайлович — солдат (Указ Президента України № 437/2022 від 24.06.2022).
177. Черник Олександр Анатолійович — старшина (Указ Президента України № 437/2022 від 24.06.2022).
178. Громов Максим Олександрович — солдат (Указ Президента України № 449/2022 від 28.06.2022).
179. Кривуляко Валентина Євгенівна — солдат (Указ Президента України № 449/2022 від 28.06.2022).
180. Митько Олег Михайлович — старший лейтенант медичної служби (Указ Президента України № 449/2022 від 28.06.2022).
181. Паламарчук Дмитро Володимирович — сержант (Указ Президента України № 449/2022 від 28.06.2022).
182. Лазоренко Роман Володимирович — старший солдат (Указ Президента України № 461/2022 від 01.07.2022).

### 2023 рік
1. Сіроха Олег Миколайович - капітан (Указ Президента України № 22/2023 від 13.01.2023).

Кульшан Дмитро Олександрович 
Сержант санітарний інструктор бригада Спартан (Указ
УКАЗ ПРЕЗИДЕНТА УКРАЇНИ №449/2023)
2. Волик Володимир Андрійович- молодшийсержант служби цивільного захисту (ДСНС); УКАЗ ПРЕЗИДЕНТА УКРАЇНИ N° 253/ 2023; від 30 квітня 2023
3. Заякін Федір Вікторович - лейтенант служби цивільного захисту (УКАЗ ПРЕЗИДЕНТА УКРАЇНИ №338/2023)

### 2024 рік
1. Письменний Владислав Валерійович - солдат (наказ ГК ЗСУ №1193 від 09.08.2024)
2. Москаленко Ілля Олександрович старший сержант (наказ Президента України В.Зеленський від 16.09.2024)